# Antoni Comas i Pujol
Antoni Comas i Pujol (Mataró, 3 de gener de 1931 - Barcelona, 24 de març de 1981) fou un historiador de la literatura i crític literari, membre de l'Institut d'Estudis Catalans i membre electe de l'Acadèmia de les Bones Lletres. Es va casar amb Dolors Lamarca amb qui tingué tres filles.

## Infància i joventut. Formació

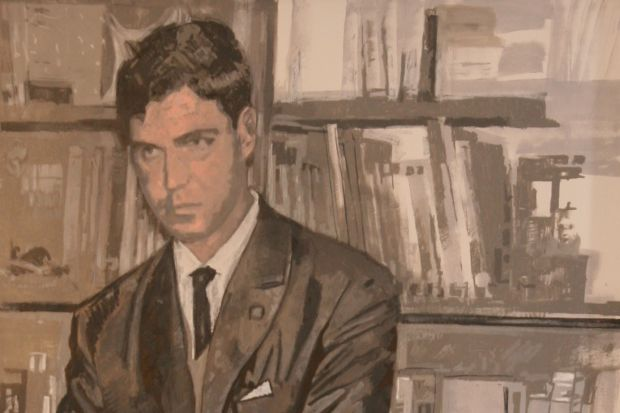
Retrat d'Antoni Comas a la Galeria de Mataronins Il·lustres obra d'Eduard Novellas (2011)

La informació més extensa sobre la seva etapa de formació durant la infància i joventut la proporcionà el mateix Antoni Comas en els dos pròlegs autobiogràfics a sengles monografies històriques sobre la societat mataronina. Nascut en una família treballadora i de profundes conviccions cristianes, fou alumne de l'Escola Pia de la seva ciutat on trobà l'estímul per aprendre i conèixer. També li oferí, malgrat la dictadura franquista, una mirada respectuosa vers la cultura i la llengua catalanes. En l'àmbit de l'educació no formal i també del lleure cal destacar la seva activa participació al Foment Mataroní i als Lluïsos. Dues entitats vinculades a la parròquia de Santa Maria de Mataró on s'aplegaven joves amb inquietuds culturals i cíviques. També en la seva formació hi jugà un rol destacat la Biblioteca Popular, situada justament a la mateixa plaça que el seu col·legi, que dirigia Claudi Mayol i la bibliotecària Pilar Cuadrada. Allà, ens diu Antoni Comas, "hi vaig llegir moltes i moltes obres de literatura catalana i estrangera, no solament amb delectança, sinó amb avidesa".
El 1948 ingressava com alumne a la Universitat de Barcelona per cursar-hi els estudis de Filosofia i Lletres. Entre els seus professors destaquen Antoni M. Badia i Margarit, Joan Petit i, especialment, Martí de Riquer. També fou alumne dels clandestins Estudis Universitaris Catalans dirigits per Jordi Rubió i Ramon Aramon. Durant els primers anys d'universitat fou un dels joves impulsors de la revista universitària Curial –ciclostilada i també clandestina–, de la qual van aparèixer sis números entre els anys 1949 i 1950, quan fou prohibida i els impressors multats. Es llicencià, l'any 1953, en Filologia Romànica amb premi extraordinari.

## Investigador i professor universitari

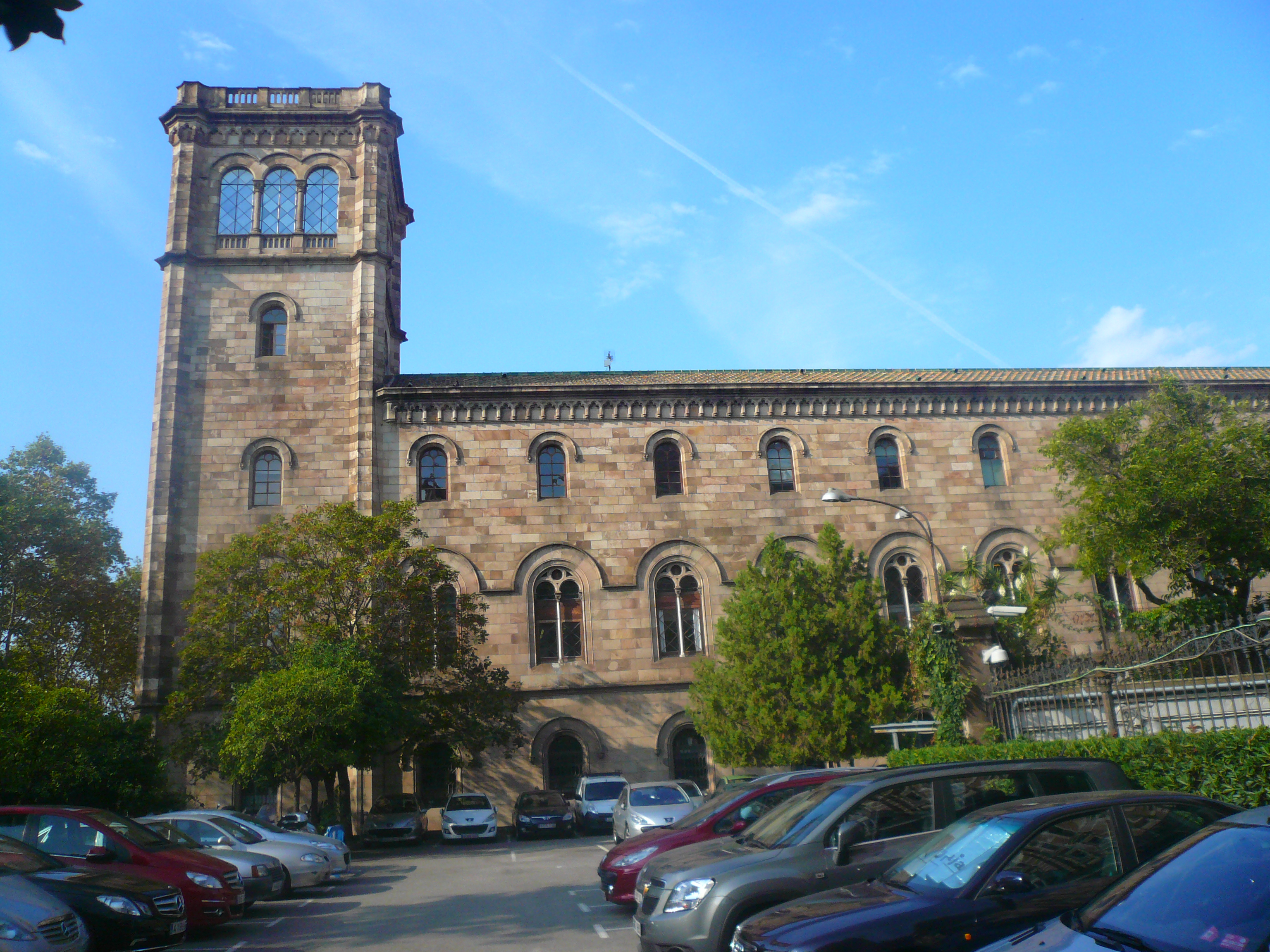
Universitat de Barcelona on va estudiar i ser professor Antoni Comas

El curs següent de la seva llicenciatura, Antoni Comas començà a donar classes a la seva facultat tot preparant el doctorat. El 1953 es doctorà amb una tesi sobre l'obra del trobador Ramon Vidal de Besalú. El curs 1960-1961, essent professor interí de la secció de Filologia Romànica, inicià l'ensenyament regular de la llengua catalana a la Universitat de Barcelona en plena dictadura. Després d'anys de docència universitària, el 1965, Antoni Comas guanyà les oposicions a la restablerta càtedra de Llengua i Literatura Catalanes de després molts anys de la seva supressió pel franquisme en acabar la Guerra Civil.
Com a catedràtic i posteriorment com a director del Departament de Filologia Catalana, Comas i Pujol treballà per a donar continuïtat a la cultura i la llengua catalanes per sobre de les polítiques de la dictadura tot enllaçant els esforços i iniciatives coetànies amb les realitzades per generacions anteriors. En línia amb allò que defensaven Carles Riba o Salvador Espriu. També des de l'única universitat de Catalunya i les Balears en aquella època, entengué la docència i la recerca del català i la seva literatura com una eina útil per retornar i impulsar la llengua pròpia a la societat catalana. De la qualitat acadèmica i humana de la seva tasca docent i del seu positiu influx sobre els seus deixebles hi ha nombrosos testimonis. Com ara el de Jordi Llovet que en el seu llibre Els mestres. Un homenatge mostra com Antoni Comas al costat de Batllori, Blecua Teixeiro, Valverde i Riquer van ser decisius per a conformar-lo com a persona i com a intel·lectual.

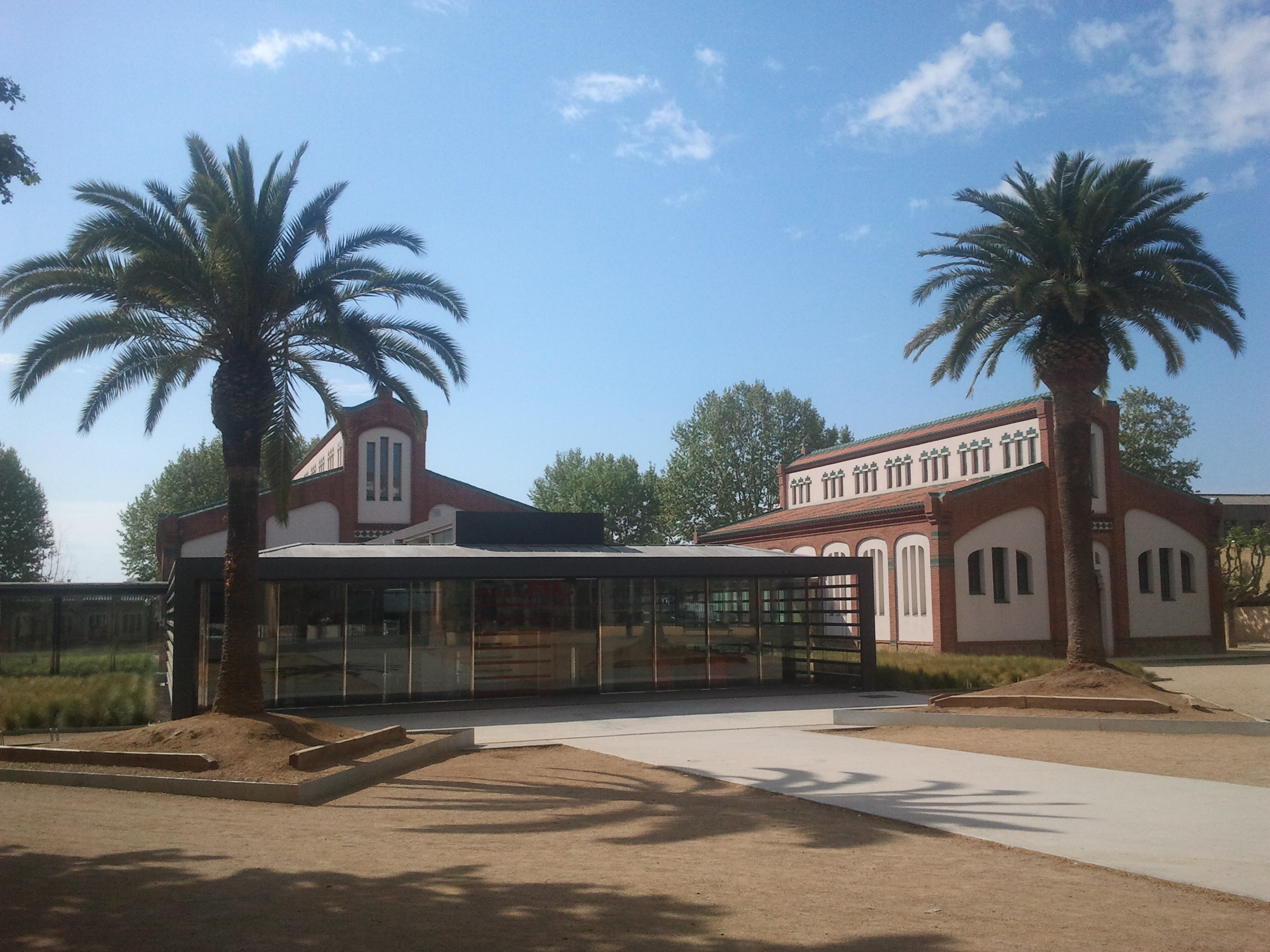
Biblioteca Pública Antoni Comas, als jardins de l'antic Escorxador de Mataró

La seva tasca investigadora sobre la literatura catalana fou molt àmplia comprenent des de l'època medieval fins autors contemporanis. Entre aquests treballs cal destacar la seva recerca entre el final de la Guerra de Successió, el 1714, fins a la Guerra del Francès. La qual capgirà la visió d'època de decadència de la literatura catalana que havia tramès determinada historiografia. Mostrant la continuïtat en l'ús i el conreu de la llengua catalana i relativitzant la ruptura que havia suposat l'anomenada Decadència dels segles XVI i XVII. Tot enllaçant el segle xviii amb el període regenerador de la Renaixença. Remarcant el rol de determinades institucions en la restauració de la cultura i de la llengua al final del xviii. També la continuïtat que es mostra a través de la literatura popular en les diverses terres de parla catalana. Aquest estudi fou guardonat amb el premi Nicolau i d'Olwer de l'Institut d'Estudis Catalans i fou integrat en el quart volum de la Història de la literatura catalana que havia iniciat Martí de Riquer amb els tres volums dedicat a l'etapa medieval i publicats des de 1964. Antoni Comas li donà continuïtat amb un quart volum el 1972 sobre l'època moderna i, finalment, Joaquim Molas la va concloure entre 1986-1988 fins a la contemporaneïtat.
S'interessà per figures destacades de la literatura castellana com ara Teresa de Jesús, Joan Boscà o Góngora portant a terme edicions crítiques. A través de les seves publicacions també tingué especial cura en la difusió i divulgació de la literatura catalana en els àmbits escolar i social.
L'Ajuntament de Mataró acordà donar el nom d'Antoni Comas a una ronda del barri de Peramàs. El mes de febrer de l'any 2013 es va inaugurar la segona biblioteca municipal de Mataró que porta el seu nom: Biblioteca Antoni Comas. És ubicada a l'edifici modernista de l'antic escorxador municipal projectat el 1909 per l'arquitecte mataroní Melcior de Palau i Simon reformat, el 2013, per l'arquitecta M.Dolors Periel i Piquer.

## Obra (selecció)
- Obras poeticas de Juan Boscan.. Barcelona: Cátedra Ciudad de Barcelona, 1957. (En col·laboració amb M.de Riquer i J. Molas).
- Góngora : su tiempo y su obra : estudio especial del Polifemo / Antonio. Barcelona: Teide, 1960. (En col·laboració amb Joan Reglà).
- “Estudio preliminar, notas y bibliografía” a Teresa de Jesús, Moradas del castillo interior. Barcelona: Bruguera, 1969.

- Salas i Oliveras, Ramon. Presència mataronina al Río de la Plata a les darreries del segle xviii i primera meitat del XIX.  Mataró: Caixa d'Estalvis Laietana, 1977.
- Martí i Coll, Antoni. Història d’una família (segona part).  Mataró: Caixa d'Estalvis Laietana, 1979.
- La Decadència. Barcelona: Dopesa, 1978.
- Història de Literatura Catalana. Barcelona: Ariel, 1980-1981. Segona edició corregida. En col·laboració amb Martí de Riquer.
- "Un escriptor místic català del segle XVII: fra Antoni de Sant Maties" a Boletín de la Real Academia de Buenas Letras de Barcelona, núm 38, 1982 p. 5-58.
- Estudis de literatura catalana (segles XVI-XVIII). Barcelona: Universitat de Barcelona/Curial Edicions Catalans, 1985, p. 40-62.
- Estudis de literatura catalana (s. XVI-XVIII). Barcelona: Universitat de Barcelona- Curial, 1985.
- “La literatura catalana del Barroc” a El Barroc català. Actes dels Jornades celebrades a Girona els dies 17, 18 i 19 de desembre de 1987. Barcelona: Quaderns Crema, 1989, p. 507-511
- “La cultura catalana en la época del Barroco” a Ramón Menéndez Pidal, Historia de la Cultura Española: El Siglo del Qujote (1580-1680). Vol. II, Madrid: Espasa Calpe, 1996, p. 513-574.